# Harrison Young
Harrison Richard Young (Port Huron, 19 marzo 1930 – Port Huron, 3 luglio 2005) è stato un attore statunitense.

## Biografia
Conosciuto principalmente per il suo ruolo come James Ryan da vecchio nel film Salvate il soldato Ryan di Spielberg, ha recitato ruoli secondari in oltre 100 film ed episodi di serie tv a partire dagli inizi degli anni novanta. Ha recitato tra gli altri in CSI - Scena del crimine (3 episodi, come giudice Cohen), Passions, Beverly Hills 90210 e in La casa dei 1000 corpi di Rob Zombie.

## Filmografia

### Cinema
- Waxwork 2 - Bentornati al museo delle cere (Waxwork II: Lost in Time), regia di Anthony Hickox (1992)
- Guncrazy, regia di Tamra Davis (1992)
- Marilyn, My Love, regia di Ulli Lommel (1994)
- Inferno a Grand Island (Children of the Corn: The Gathering), regia di Greg Spence (1996)
- True Vengeance, regia di David Worth (1997)
- Champions, regia di Peter Gathings Bunche (1997)
- The Game - Nessuna regola (The Game), regia di David Fincher (1997)
- Expose, regia di Brian Rudnick (1997)
- Butterscotch: How Sweet It Is, regia di Antonia Keeler (1997)
- The Night That Never Happened, regia di James Wvinner (1997)
- Madam Savant, regia di Mike Marvin (1997)
- Butterscotch: Mission Invisible, regia di Olivier Cotte (1997)
- The Opposite of Sex - L'esatto contrario del sesso (The Opposite of Sex), regia di Don Roos (1998)
- How to Make the Cruelest Month, regia di Kip Koenig (1998)
- I colori della vittoria (Primary Colors), regia di Mike Nichols (1998)
- Salvate il soldato Ryan (Saving Private Ryan), regia di Steven Spielberg (1998)
- Una donna in fuga (Running Woman), regia di Rachel Samuels (1998)
- Second Skin, regia di Nicholas Miscusi (1998)
- Reptilian (Yonggary), regia di Hyung-rae Shim (1999)
- Ugly Naked People, regia di Jessica Landaw – cortometraggio (1999)
- Durango Kids, regia di Ashton Root (1999)
- Sbucato dal passato (Blast from the Past), regia di Hugh Wilson (1999)
- Le avventure di Rocky e Bullwinkle (The Adventures of Rocky & Bullwinkle), regia di Des McAnuff (2000)
- Crocodile, regia di Tobe Hooper (2000)
- Starforce, regia di Tony Kandah e Cary Howe (2000)
- Blue Shark Hash, regia di Dale Roy Robinson (2001)
- Bubba Ho-Tep - Il re è qui (Bubba Ho-Tep), regia di Don Coscarelli (2002)
- Demon Under Glass, regia di Jon Cunningham (2002)
- Trance, regia di Gary Dean Orona (2002)
- Ken Park, regia di Larry Clark e Edward Lachman (2002)
- Hi Frank!, regia di Shuqin Huang (2002)
- First Watch, regia di Elle Travis (2003)
- La casa dei 1000 corpi (House of 1000 Corpses), regia di Rob Zombie (2003)
- One More Round, regia di Stephen Cyrus Sepher (2005)
- Kiss Kiss Bang Bang, regia di Shane Black (2005)
- The Pleasure Drivers, regia di Andrzej Sekuła (2006) - postumo
- The Flyboys, regia di Rocco De Villiers (2008) - postumo

### Televisione
- Down Home – serie TV, episodio 2x02 (1991)
- Ragionevoli dubbi (Reasonable Doubts) – serie TV, episodio 1x06 (1991)
- Un bambino perso per sempre (A Child Lost Forever: The Jerry Sherwood Story), regia di Claudia Weill – film TV (1992)
- The Micronots! – serie TV, episodio 1x01 (1993)
- E.R. - Medici in prima linea (ER) – serie TV, episodio 2x02 (1995)
- Erotic Confessions – serie TV, episodio 3x04 (1996)
- High Incident – serie TV, episodio 1x02 (1996)
- Humanoids from the Deep, regia di Jeff Yonis – film TV (1996)
- The Jeff Foxworthy Show – serie TV, episodio 2x07 (1996)
- Ned and Stacey – serie TV, episodio 2x01 (1996)
- Boston Common – serie TV, episodio 2x09 (1996)
- Law & Order - I due volti della giustizia (Law & Order) – serie TV, episodio 7x15 (1997)
- Melrose Place – serie TV, episodio 5x31 (1997)
- Total Security – serie TV, episodio 1x02 (1997)
- Buffy l'ammazzavampiri (Buffy the Vampire Slayer) – serie TV, episodio 3x01 (1998)
- Beverly Hills 90210 – serie TV, episodi 9x08 e 9x09 (1998)
- I viaggiatori (Sliders) – serie TV, episodio 4x20 (1999)
- Sabrina, vita da strega (Sabrina, the Teenage Witch) – serie TV, episodio 3x23 (1999)
- Work with Me – serie TV, episodio 1x01 (1999)
- Velocity, regia di David Wolfe e David Blass – film TV (1999)
- L'occhio gelido del testimone (Witness Protection), regia di Richard Pearce – film TV (1999)
- Providence – serie TV, episodio 2x16 (2000)
- The Beach Boys: An American Family – miniserie TV, 2 episodi (2000)
- The Norm Show – serie TV, episodio 2x19 (2000)
- CSI - Scena del crimine (CSI: Crime Scene Investigation) – serie TV, 3 episodi (2000)
- The Trouble with Normal – serie TV, episodio 1x05 (2000)
- West Wing - Tutti gli uomini del Presidente (West Wing) – serie TV, episodio 2x17 (2001)
- The Korean War – serie TV, episodio 1x01 (2001)
- Passions – serie TV, 36 episodi (2001)
- Settimo Cielo (7th Heaven) – serie TV, episodio 6x20 (2002)
- The Last Cowboy, regia di Joyce Chopra – film TV (2003)
- The Lyon's Den – serie TV, episodio 1x03 (2003)
- Cracking Up – serie TV, episodio 1x08 (2006) postumo

#### Cortometraggi
- Red, regia di Claudia Alberdi (2001)
- First Watch, regia di Elle Travis (2003)
- Green Arrow Fan Film, regia di Steven Daff e di Padraig Reynolds (2004)
- Inheritance, regia di Paul Cuoco (2005)

### Programmi televisivi
- Beyond Belief: Fact or Fiction - Episodio: The Ice Box (2000)

### Doppiaggio
- Blue Chicago Blues (videogioco 1994)